# Chaeteessa caudata
Chaeteessa caudata är en bönsyrseart som beskrevs av Henri Saussure 1871. Chaeteessa caudata ingår i släktet Chaeteessa och familjen Chaeteessidae. Inga underarter finns listade i Catalogue of Life.